# پرچم نوناووت
پرچم نوناووت در ۱ آوریل ۱۹۹۹ پذیرفته شد.